# Neotoma macrotis
Neotoma macrotis је врста глодара из породице хрчкова (лат. Cricetidae). 

## Распрострањење
Врста има станиште у Мексику и Сједињеним Америчким Државама.

## Станиште
Врста Neotoma macrotis има станиште на копну.

## Начин живота
Врста Neotoma macrotis прави гнезда. 

## Угроженост
Ова врста није угрожена, и наведена је као последња брига јер има широко распрострањење.

### Популациони тренд
Популациони тренд је за ову врсту непознат.